# História da dinastia Han

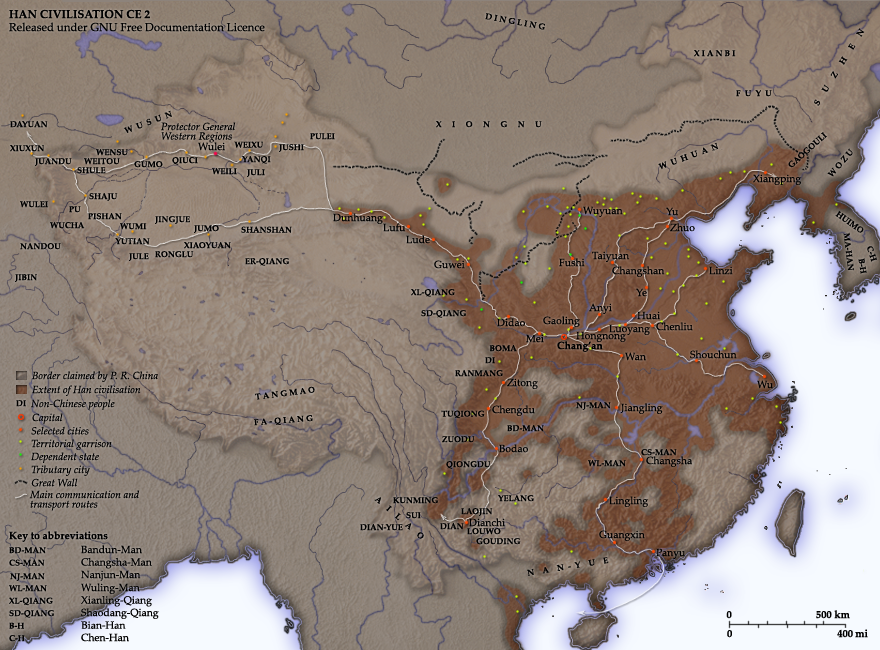
Dinastia Han no século II (castanho escuro), com as guarnições militares (pontos amarelos), estados dependentes (pontos verdes), e estados vassalos e tributários (ponto laranja); estendendo-se até à Bacia do Tarim no lado oeste da Ásia Central.

A Dinastia Han (206 AEC - 220 EC), fundada pelo camponês e líder rebelde Liu Bang (conhecido pelo nome de templo como Imperador Gaozu), foi a segunda dinastia imperial da China. Esta seguiu-se à Dinastia Qin (221 - 206 aC), que unificou os Reinos Combatentes. Interrompida por um curto período pela Dinastia Xin (9 - 23 EC) de Wang Mang, a Dinastia Han é dividida em dois períodos: o Han do Oeste (206 AEC - 9 EC) e o Han do Leste (25 - 220 EC). Estas denominações derivam das posições das capitais Chang'an e Luoyang, respectivamente. A terceira e última capital da dinastia foi Xuchang, quando a corte imperial se transferiu em 196 EC, durante um período de instabilidade política e de guerra civil.
A Dinastia Han governou numa época de consolidação cultural chinesa, experimentação política, relativa maturidade e prosperidade económica e grandes avanços tecnológicos. Houve uma expansão e exploração territorial sem precedentes marcada por conflitos entre povos de etnia não chinesa, especialmente pelos nómadas Xiongnu da Estepe da Eurásia. Inicialmente, os imperadores da dinastia Han viram-se forçados a reconhecer a igual supremacia dos rivais Chanyu do povo Xiongnu, mas que na realidade, os Han eram um parceiro inferior na real e tributária aliança matrimonial, conhecida por Heqin. Este acordo foi quebrado quando o imperador Wu de Han (r. 141-87 AEC), protagonizou uma série de campanhas militares que, por fim, causaram a queda da unificação Xiongnu e redefiniram as fronteiras da China. O reino de Han foi alargado, ocupando o Corredor de Hexi da atual província de Kansu, a Bacia do Tarim da atual Xinjiang, as atuais províncias de Yunnan e Hainan, o atual norte do Vietname, atual Coreia do Norte e o sul da Mongólia Exterior. A corte Han estabeleceu relações comerciais e tributárias com governantes tão distantes quanto os do Império Arsácida, para cuja corte em Ctesifonte, na Mesopotâmia, os monarcas Han enviaram altos funcionários. O budismo foi pela primeira vez introduzido na China durante da Dinastia Han, o qual foi difundido por missionários do Império Parta e do Império Cuchana da Índia do Norte e Ásia Central.
Desde o início, a corte imperial Han encontrava-se atemorizada por traições e revoltas dos reinos subordinados, tendo, por fim, acabado por ser governada apenas pelos membros da família real Liu. No início, a parte oriental do império era administrada indiretamente através dos grandes reinos semi-autónomos, que asseguraram lealdade e uma parcela das suas receitas fiscais aos imperadores Han, estes que por sua vez governavam directamente a parte ocidental do império a partir de Chang'an.
A corte foi progressivamente introduzindo medidas para reduzir a extensão e poder desses reinos, até que uma reforma a meio do século II a.C., revogou o seu governo semi-autónomo e robusteceu as cortes do rei com funcionários do governo central. No entanto, muito mais volátil e preocupante para a dinastia foi o crescente poder tanto dos clãs consortes (da imperatriz) como dos eunucos do palácio. Em 92 EC, os eunucos entrincheiraram-se pela primeira vez na história de sucessão de imperadores, causando uma série de crises políticas que culminaram na sua queda e destruição em 189 EC, nos palácios de Luoyang. Este evento desencadeou uma era de guerra civil, à medida que o país se dividia pelos senhores da guerra e dirigentes regionais que disputavam o poder. Finalmente, em 220 EC, o filho de um chanceler imperial e rei, reconheceu a renúncia do último imperador Han, que se considera ter perdido o mandato do céu de acordo com sistema cosmológico de Dong Zhongshu (179—104 AEC) que interrelaciona o destino do governo imperial com o Céu e o mundo natural. Após a Dinastia Han, a China encontrava-se dividida em três reinos — Cao Wei, Shu Han e Wu Oriental, os quais foram consolidados num único império da Dinastia Jin (265–420 EC).

## Queda de Qin e Contenção de Chun-Han

### O colapso de Qin
A Dinastia Zhou (c. 1050–256 AEC) tinha estabelecido o Estado de Qin na China ocidental como posto avançado para a criação de cavalos e como zona defensiva contra os exércitos nómadas dos povos Xirong, Qiang e Di. Após conquistar os Seis Reinos Combatentes, (sejam pois Zhao, Wei, Chu, Yan e Qi) em 221 AEC, o Rei de Qin, Ying Zheng, unificou a China sob um único império dividido em 36 comendas controladas centralmente. Com o controle sobre grande parte do interior da China, o rei firmou o seu poder, que foi consolidado ao adquirir o título de huangdi (皇帝; "imperador"), tendo mais tarde ficado conhecido por Qin Shi Huang (primeiro imperador de Qin). Historiadores do período Han acusam o seu regime de ter utilizado métodos impiedosos para preservar o seu governo.

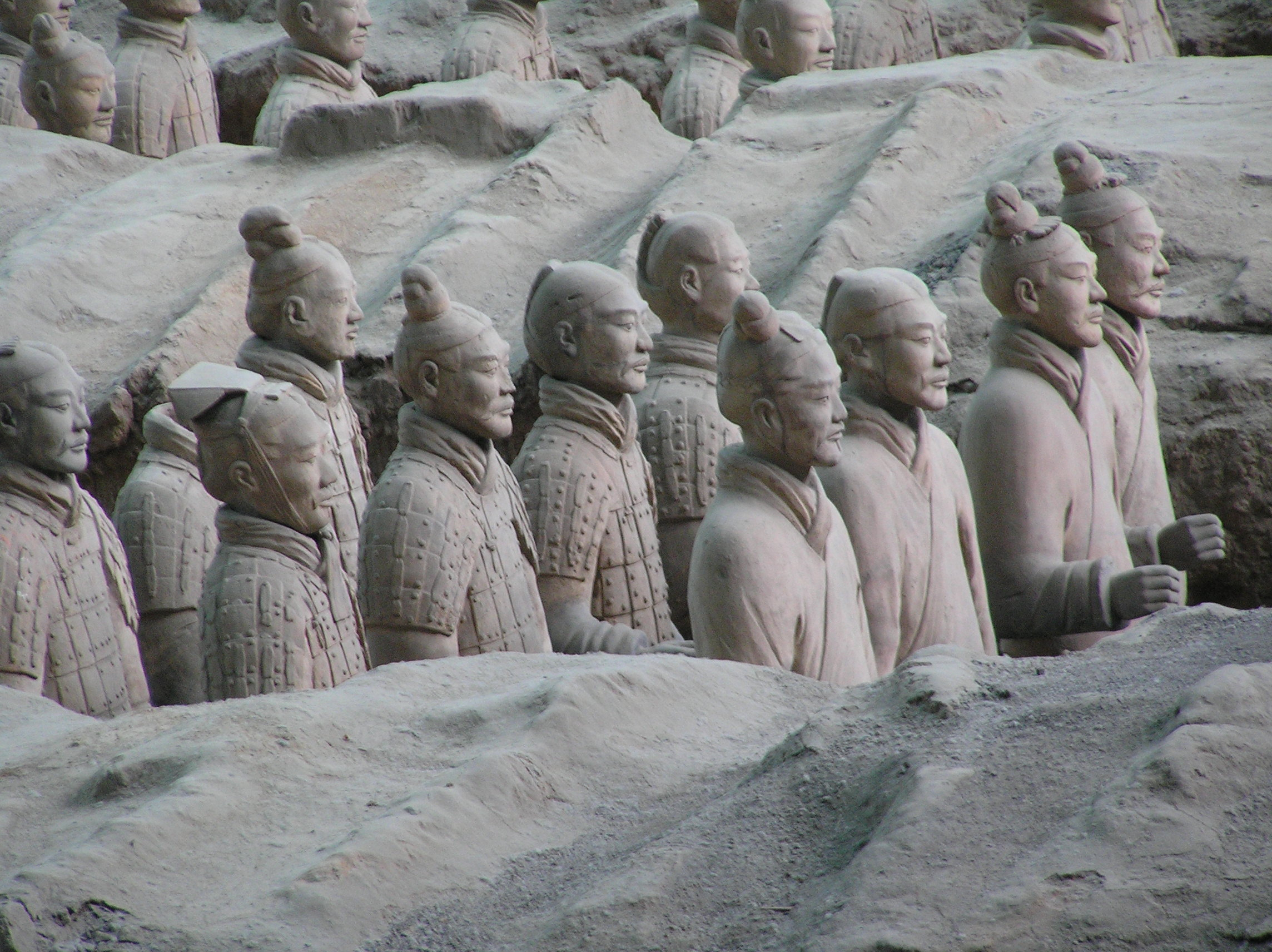
Soldados da Dinastia Qin do exército de terracota do mausoléu de Qin Shi Huang, localizado perto de Xi'an.

A 210 AEC, Qin Shi Huang morre de causas naturais. Em 209 AEC, os oficiais da conscrição, Cheng Sheng e Wu Guang, liderando 900 recrutas sob a chuva, falharam o encontro determinado pelo imperador; segundo os livros oficiais das Vinte e Quatro Histórias, a punição de Qin para esse atraso teria sido a execução dos líderes. Para evitar tal sentença, Chen e Wu deram início a uma rebelião contra Qin, conhecida como a Revolta de Chen Sheng e Wu Guang (陈胜吴广起义), que, contudo, resultou na sua derrota às mãos do general Zhang Han em 208 AEC, e cujos oficiais foram assassinados pelos seus próprios soldados. Por volta desta altura, outros haviam-se revoltado, entre os quais Xiang Yu (m. 202 AEC) e o seu tio Xiang Liang, homens da família líder aristocrática do reino Chu. Estes aliaram-se a Liu Bang, um homem de origem caponesa e supervisor dos condenados em xian de Pei. Mi Xin, neto do Rei Huai I de Chu, com o apoio dos Xiangs, foi declarado Rei Huai II de Chu na sua base de poder em Pengcheng (atual Xuzhou). Entretanto, outros reinos depressa se oposeram ao estado de Qin. Não obstante isto, em 208 AEC, Xiang Liang é morto numa batalha disputada contra Zhang Han, que posteriormente viria a atacar Zhao Xie o Rei de Zhao na sua própria capital dechanceller Handan, forçando-o a fugir para Julu, condado este que Zhang acabou por sitiar. Com isto, os novos reinos de Chu, Yan e Qi vieram em auxílio de Zhao; Xiang Yu Zhang foi derrotado em Julu e em 207 forçado a render-se.
Enquanto Xiang se encontrava ocupado em Julu, o Rei Huai II enviou Liu Bang na captura do núcleo do condado de Qin da região Guanzhong, estabelecendo o acordo de que o primeiro oficial que capturasse esta área tornar-se-ia seu rei. Em finais de 207 AEC, o governador de Qin, Ziying, que teria reivindicado o título de Rei de Qin, teve o seu chefe eunuco Zhao Gao morto após este ter orquestrado a morte do chanceler Li Si em 208 AEC e do segundo imperador de Qin, Er Shi, em 207 AEC. Liu Bang conseguiu a submissão de Ziying e assegurou a capital de Qin, Xianyang;; persuadido pelo principal assessor Zhang Liang (m. 189 AEC) não permitiu que os soldados saqueassem a cidade, e ao invés disso, depressa selou o tesouro do condado.

### Contenção com Chu

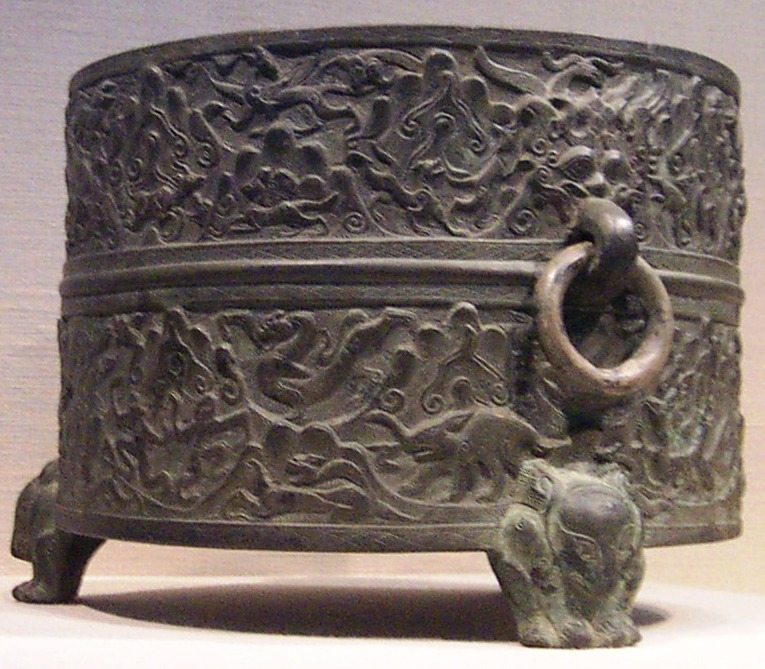
Reservatório de vinho em bronze da Dinastia Han Ocidental ornamentado com molduras e entalhes; proveniente da província de Shanxi ou Henan, século I a.C.

Segundo as Vinte e Quatro Histórias, quando Xiang Yu chegou a Xianyang dois meses depois, no início de 206 AEC, o líder militar saqueou e incendiou a cidade, e Ziying foi executado. Nesse mesmo ano, Xiang Yu condecorou o Rei Huai II com o título de Imperador Yi de Chu e enviou-o para uma remota fronteira onde foi assassinado. Xiang Yu assumiu então o título de Rei-hegemónico do Chu Ocidental (西楚霸王), tornando-se então líder de uma confederação de dezoito reinos. No Banquete Hongmen, Xiang Yu considerara assassinar Liu Bang, porém, apercebendo-se da situação, Liu retirou-se do local a meio da festa. Infiel a Liu Bang, Xiang Yu talhou Guanzhong em três reinos com o ex-general de Qin, Zhang Han, e dois dos seus subordinados; Liu Bang ficou restringido à fronteira do Reino de Han em Hanzhong, passando a representar não mais do que um desafio político para Xiang Yu.
No verão de 206 AEC, Liu Bang ouvira falar do poder adquirido pelo Imperador Yi e decidiu reunir alguns dos novos reinos para se oporem a Xian Yu, dando origem a uma guerra de quatro anos conhecida como a contenção de Chu-Han. Liu inicialmente fez um ataque directo contra Pengcheng capturando a cidade enquanto Xiang combatia outro rei que o tinha confrontado — Tian Guang (田廣) o Rei de Qi — contudo, aquando o regresso de Xiang a Pengcheng, as forças de Liu foram derrotadas; Liu conseguiu escapar graças a uma tempestade que atrasou a chegada das tropas de Chu, contudo o seu pai Liu Zhijia (劉執嘉) e a sua esposa Lü Zhi acabaram por ser capturados pelas forças de Chu. Liu escapara de outra derrota em Xingyang, enquanto que Xiang Yu não podia continuar a persegui-lo uma vez que Liu teria induzido Ying Bu (英布), Rei de Huainan, a rebelar-se contra Xiang. Após Liu Bang ocupar Chenggao, com uma larga capacidade de armazenamento de cereais, Xiang ameaçou matar o pai de Liu caso este não se rende-se. No entanto, Liu não cedeu frente às ameaças de Xiang.

## Ciência e tecnologia

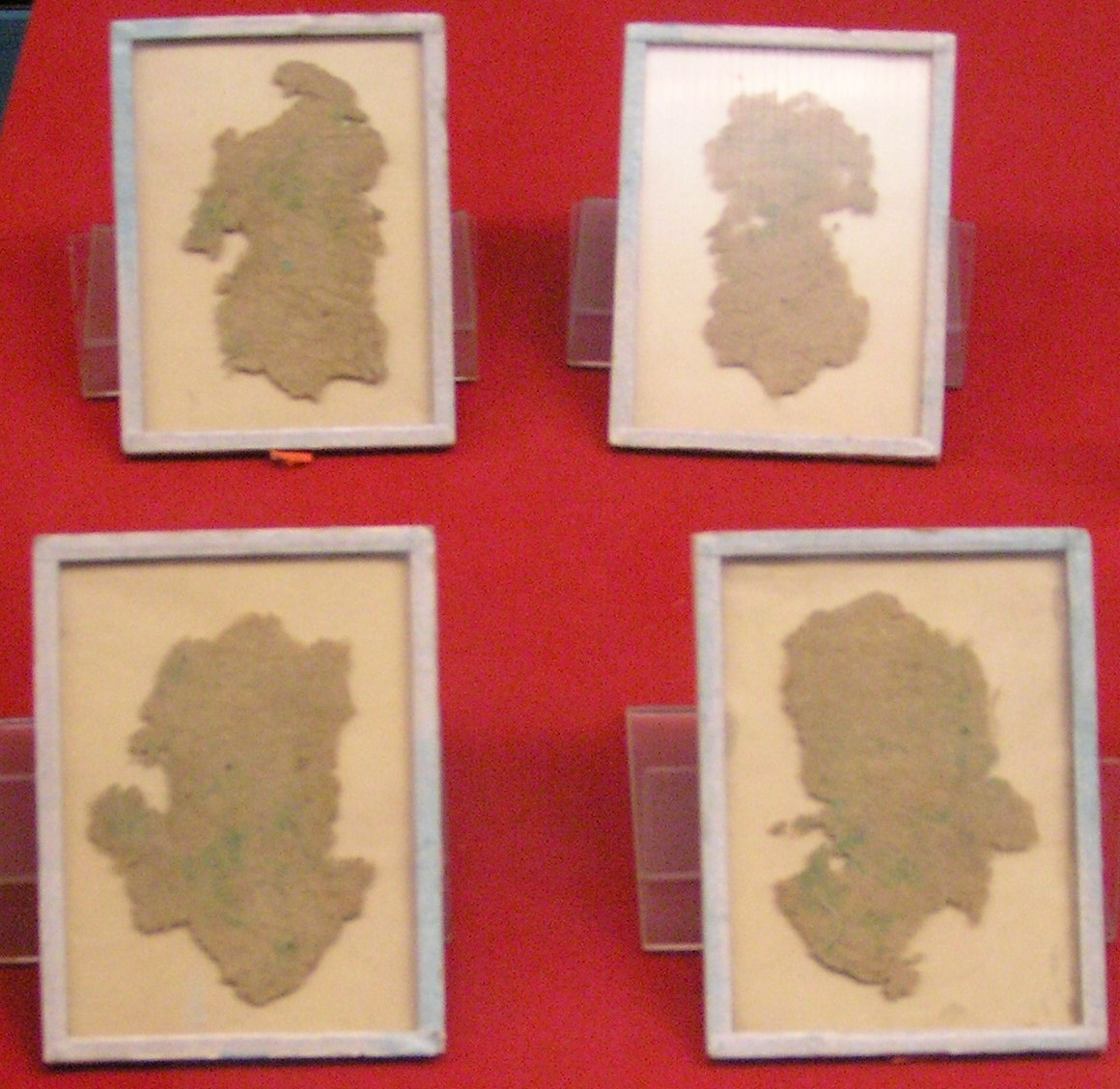
Papel de embrulho de cânhamo. China, cerca de 100 aC.

A dinastia Han, a segunda dinastia imperial, foi um período único no desenvolvimento da ciência e tecnologia chinesas pré-modernas, comparável ao nível de crescimento científico e tecnológico durante a dinastia Song (960-1279). No primeiro milênio aC, os materiais de escrita chineses antigos típicos eram em bronze, ossos de animais e pedaços de bambu ou tábuas de madeira. No início da dinastia Han, os principais materiais de escrita eram tábuas de argila, tecidos de seda e pergaminhos enrolados feitos de tiras de bambu costuradas com cordas de cânhamo; estes foram passados por buracos perfurados e fixados com selos de argila. O mais antigo pedaço de papel de embrulho chinês conhecido data do século II a.C. O processo padrão de fabricação de papel foi inventado por Cai Lun em 105.  O mais antigo pedaço de papel sobrevivente conhecido, com escrita nele, foi encontrado nas ruínas de uma Atalaia Han que havia sido abandonada em 110 dC, na Mongólia Interior.
Evidências sugerem que os altos-fornos, que convertem minério de ferro bruto em gusa, que pode ser refundido em um forno de cúpula para produzir ferro fundido por meio de um sopro frio e sopro quente, estavam operando na China no final do período das Primaveras e Outonos (722–481 aC). A forja catalã era inexistente na China antiga; no entanto, os chineses da era Han produziram ferro forjado injetando oxigênio em excesso em um forno e causando descarbonetação.  Ferro fundido e gusa podem ser convertidos em ferro forjado e aço usando um processo de finaria.
Um produto significativo dessas técnicas aprimoradas de fundição de ferro foi a fabricação de novas ferramentas agrícolas. O semeador de três pernas de ferro, inventado no século II a.C., permitiu que os agricultores plantassem cuidadosamente as plantações em filas, em vez de lançar as sementes à mão. O arado de ferro, também inventado durante a dinastia Han, exigia apenas um homem para controlá-lo, dois bois para puxá-lo e poderia semear cerca de 45.730 m2 (11,3 acres) de terra em um único dia.
Para proteger as culturas do vento e da seca, o intendente de grãos Zhao Guo (趙過) criou o sistema de campos alternados (daitianfa 代田法) durante o reinado do Imperador Wu.  Este sistema mudou as posições dos sulcos e cumes entre as estações de crescimento.  Os fazendeiros Han também usaram o sistema de campos de cava (aotian 凹田) para o cultivo, que envolvia valas altamente fertilizadas que não exigiam arados ou bois e podiam ser colocados em terrenos inclinados.
Em engenharia mecânica, durante o período Han, Ma Jun (c.200–265 AD) melhorou o design do  tear  de seda, projetou bombas mecânicas para irrigar jardins palacianos e criou um grande e complexo teatro de marionetes para o Imperador Ming de Wei, que foi operado por uma grande roda d'água escondida.  No entanto, a invenção mais impressionante de Ma Jun foi a carruagem apontando para o sul, um complexo dispositivo mecânico que agia como uma carruagem supostamente usada como bússola para navegação.

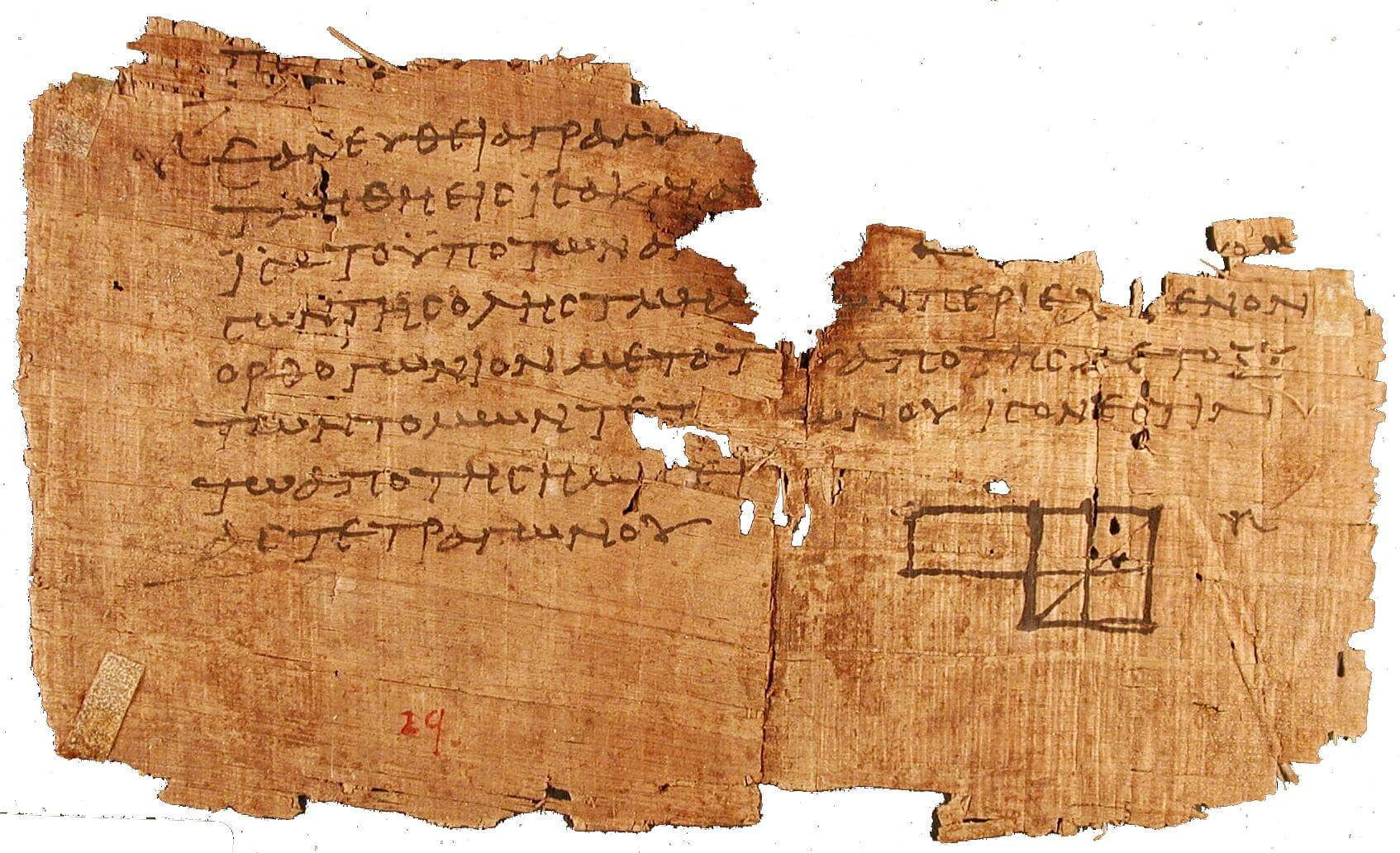
Papyrus Oxyrhynchus 29

A engenharia mecânica da era Han vem em grande parte de escritos observacionais de estudiosos confucianos, por vezes desinteressados pelo assunto, que geralmente consideravam que esforços científicos e de engenharia estavam muito abaixo deles.  Estudiosos no período Han, que freqüentemente tinham pouca ou nenhuma especialização em engenharia mecânica, às vezes forneciam informações insuficientes sobre as várias tecnologias que descreviam.  No entanto, algumas fontes literárias Han fornecem informações cruciais. Por exemplo, em 15 aC o filósofo e escritor Yang Xiong descreveu a invenção do adicionamento de uma correia para uma máquina de quilling, que foi de grande importância para a indústria têxtil.
Houve avanços em matemática, três tratados matemáticos de Han ainda existem. Estes são, "Livro sobre Números e Cálculo", "O Clássico de Aritmética do Gnômon e das Trajetórias Circulares do Céu" e "Os nove capítulos da arte matemática". As conquistas matemáticas da era Han incluem a solução de problemas com triângulos de ângulo reto, raízes quadradas, raízes cúbicas e métodos matriciais, encontrando aproximações mais precisas para pi, fornecendo prova matemática do teorema de Pitágoras, uso de a fração decimal, eliminação gaussiana para resolver equações lineares, e frações contínuas para encontrar as raízes das equações.
O Han aplicou a matemática em várias disciplinas. Na afinação, Jing Fang (78–37 aC) percebeu que 53 quintos perfeitos eram aproximados a 31 oitavas enquanto criavam uma escala musical de 60 tons, calculando a diferença em 177147⁄176776 (o mesmo valor de 53 temperamento igual descoberto pelo matemático alemão Nicholas Mercator [1620-1687], ou seja  353/284).

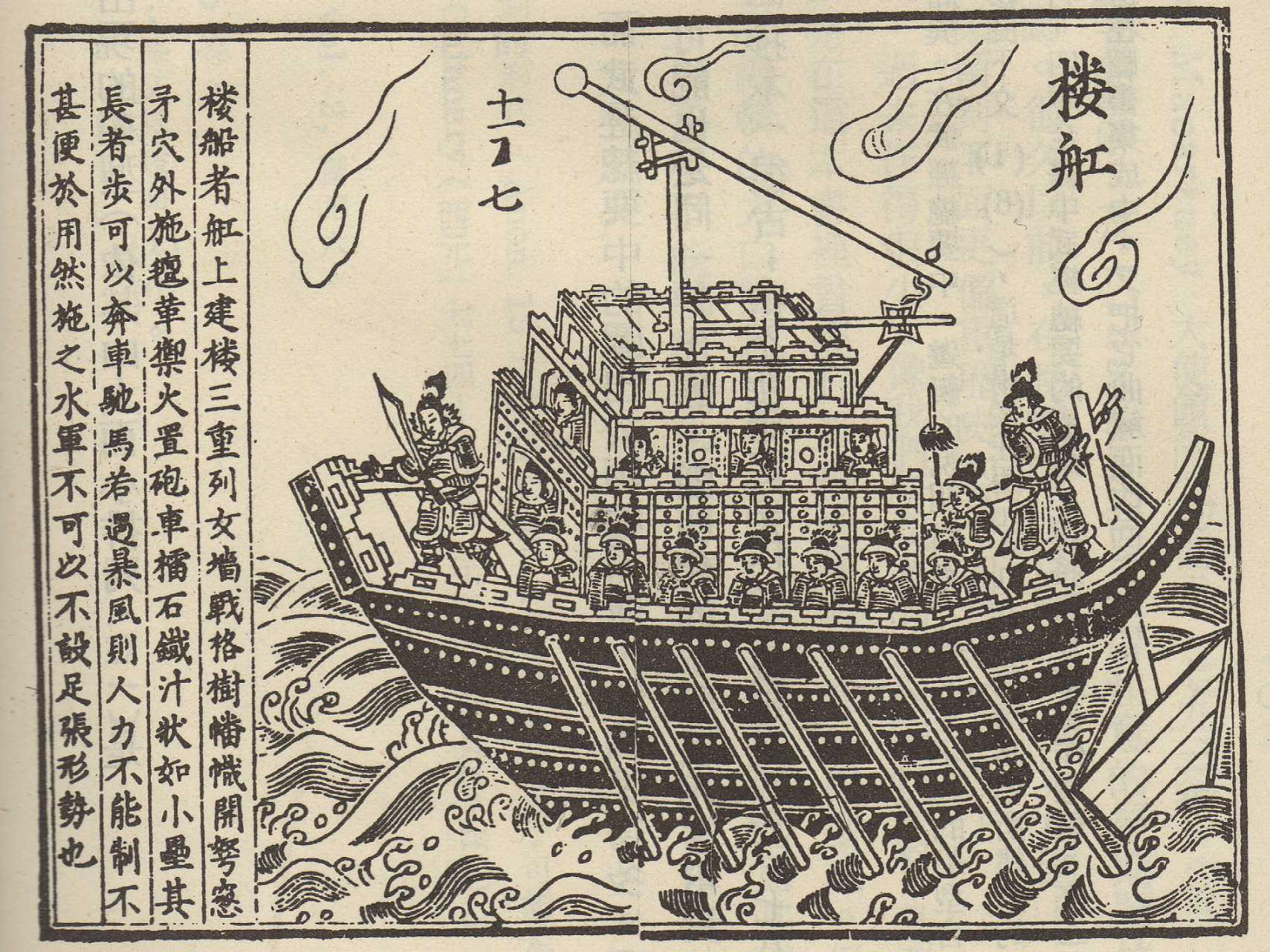
Um navio-torre (Louchuan) da dinastia Song com uma catapulta trebuchet de tração Xuanfeng, tirada do Wujing Zongyao, 1044 AD

A matemática foi essencial na elaboração do calendário astronómico, um calendário lunisolar que usou o Sol e a Lua como marcadores de tempo ao longo do ano.  O uso do antigo calendário Sifen (古 四分 曆), que mediu o ano tropical em 3651⁄4 dias, foi substituído em 104 aC pelo calendário Taichu (太初 曆) que mediu o ano tropical em 365385⁄1539 dias e o período lunar mês a 2943⁄81 dias.   Os astrônomos chineses fizeram catálogos de estrelas e registros detalhados de cometas que apareceram no céu noturno, incluindo a gravação da aparição de 12 aC do cometa agora conhecido como cometa de Halley.  Os astrônomos da dinastia Han adotaram um modelo geocêntrico do universo, teorizando que ele tinha a forma de uma esfera ao redor da Terra no centro.  Embora outros discordassem de seu modelo, Wang Chong descreveu com precisão o ciclo da evaporação da água em forma de nuvens.
Evidências encontradas na literatura chinesa e evidências arqueológicas mostram que a cartografia existia na China antes da dinastia Han.  O general Ma Yuan criou o primeiro mapa de alto relevo do mundo no século I, mas esta data pode ser revisada se a tumba do Imperador Qin Shi Huang for escavada e a conta nos Registros do Grande Historiador sobre um mapa do império for comprovadamente verdadeira.
A dinastia Han chinesa navegou em uma variedade de naves que diferiam das de épocas anteriores, como o Louchuan (楼船, lit. navio-torre). O design do junco foi desenvolvido e construido durante a era Han.  Os navios Han foram os primeiros do mundo a serem guiados por um leme na popa, em contraste com o remo de direção mais simples usado para o transporte fluvial, permitindo que navegassem em alto mar.
Embora carroças e carros de boi tenham sido usados anteriormente na China, o carrinho de mão foi usado pela primeira vez na China Han no século I a.C..  Mais tarde, durante a Wei do Norte (386-534), o totalmente desenvolvido colar de cavalo foi inventado.
Os paquímetros deslizantes foram inventados na China há quase 2.000 anos. A civilização chinesa foi a primeira civilização a experimentar com sucesso a aviação, sendo a pipa e a lanterna de Kongming, o chineizinho, as primeiras máquinas voadoras.